# 马俊仁
馬俊仁（1944年10月28日—），辽宁辽阳人，曾任中國大陸田徑教練，並且訓練出了一些遼寧女子中长跑運動員（泛稱“馬家軍”）。

## 簡歷
- 馬俊仁中专毕业，1960年参加工作。[1]
- 1962年至1968年，马俊仁是中国人民解放军3368部队（辽宁省军区独立第2师）任战士、班长。
- 1970年，馬俊仁入讀鞍山市“五·七”师范学校体育短训班，毕业后任鞍山市第55、17、 29、67中学体育教师。
- 1982年，馬俊仁起任辽宁省田径队马拉松教练；1986年任鞍山市业余体校教练。
- 1988年，馬俊仁起任辽宁省田径队女子中长跑组教练。所帶領的組別後來被人稱作“馬家軍”，主要成員有王軍霞、曲雲霞、劉東等。
- 1991年，根據《馬家軍調查》，1991年開始，馬俊仁要隊員用的興奮劑越來越多，有口服亦有針劑，打針發藥都是平日的正常程序。藥物是由馬俊仁親自向隊員打針的，使用的體育禁藥包括 EPO（紅血球生成素） ，馬指EPO是好東西，非常好使。[2][3]
- 1993年，第七屆全運會期間帶領遼寧田徑隊奪下12面金牌，“馬家軍”一炮而紅。同年，他率領“馬家軍”參加在斯圖加特舉行的第4届世界田徑錦標賽上奪下女子1500米、3000米及10000米共三面金牌，壟斷女子中長跑世界賽。全年產生共66項紀錄，當中包括中國全國紀錄、亞洲紀錄及世界紀錄。
- 馬俊仁在電視廣告中推薦聖達牌「中華鱉精」說「我們常喝中華鱉精！好！」。出產中華鱉精的浙江聖達集團先後贊助85萬元及獎勵馬俊仁約400萬人民幣在大連購買豪華西班牙式別墅。
- 1994年1月，馬俊仁讓隊醫張琦開出八味常用中藥（紅參、鹿尾、天麻、黃芪、枸杞子、阿膠、大棗、當歸）的配方，訛稱這是他研究了24年的秘方及隊員的佳績是因服用該配方，馬以1000萬元人民幣的價格將該配方賣給廣東的今日集團，製成「生命核能」口服液。[4]
- 1994年2月，馬俊仁成立「馬氏保健品總公司」，出產「馬家軍1號」營養液，聲稱該秘方是他研究了20餘年的成果，馬將「馬家軍1號」秘方以500萬元人民幣出售。
- 1994年2月21日，香港商人霍英東在北京飯店貴賓樓向馬俊仁及其主力隊員頒獎，馬家軍除了獲得獎金16萬美元外，馬俊仁、王軍霞、曲雲霞、張林麗各得到一枚重1公斤的純金金牌。
- 1994年12月12日，「馬家軍」成員王軍霞、張林麗、劉莉、張麗榮、馬寧寧、王小霞、呂億、呂歐、王媛、姜波、董延梅、葛欣、尹莉、白雨、胡濱、姚雪梅等因不願意再服用體育禁藥、「不希望出現游泳隊的結果」等原因，聯名向馬俊仁辭職離隊。老隊員中僅剩下曲雲霞未走，但在事變當晚她也參加了同馬俊仁的談判。「馬家軍」開始衰落。
- 1995年，王軍霞聯同張林麗、劉東、劉莉、張麗榮、馬寧寧、王曉霞、呂億、呂歐、王媛共十名前「馬家軍」隊員，以親筆信方式，向記者趙瑜揭發曾被馬俊仁迫使用體育禁藥，信中附有十人的簽名作實。[5][6]。
- 1996年，馬俊仁辭去教練工作，改任遼寧省田徑訓練中心經理；1998年任辽宁省体委副主任。
- 1998年，趙瑜出版《馬家軍調查》，揭露馬俊仁的訓練醜聞，包括虐打隊員、禁穿胸罩等，引起國民關注，但其中關於馬使用禁藥的第14章〈藥魔重創馬家軍〉被出版社刪除。
- 2000年，悉尼奧運會前夕，馬俊仁7人隊伍中，6人被中國國家體育總局驗出服用禁藥，隊伍參賽奧運資格被取消。
- 2004年10月28日，马俊仁正式宣布退出教练生涯。目前任中国藏獒俱乐部主席。
- 2016年，趙瑜的《馬家軍調查》再版並復原關於馬俊仁使用禁藥的〈藥魔重創馬家軍〉一章。

## 馬家軍興奮劑事件
1995年，王軍霞聯同張林麗、劉東、劉莉、張麗榮、馬寧寧、王曉霞、呂億、呂歐、王媛共十名前「馬家軍」隊員，向記者趙瑜揭發馬俊仁長期逼迫隊員使用體育禁藥。1998年，趙瑜出版《馬家軍調查》，但其中關於馬使用禁藥的第14章〈藥魔重創馬家軍〉被出版社刪除。2016年，《馬家軍調查》再版並復原〈藥魔重創馬家軍〉一章，中國大陸媒體開始報道馬家軍當年服用興奮劑的事件。
2009年袁伟民自传《袁伟民与体坛风云》一书发表。袁伟民在书中披露：2000年，悉尼奧運會開幕前1個月，中國國家體育總局向各運動員進行藥檢，當中某田径队獲奧運參賽資格的7名運動員中，2人尿檢呈陽性、4人血檢超標，共6人證實服用了興奮劑或有強烈的服用禁藥嫌疑。遂即終止其隊伍參賽奧運資格。有网站报道中，明确写出这支队伍就是辽宁田径队。其结果是遼寧田徑隊禁賽一年。“馬家軍”突然在奧運會消失。